# 무나보이
무나보이(핀란드어: munavoi) 또는 무나버이(에스토니아어: munavõi)는 삶은 달걀과 버터를 섞어 만든 스프레드이다. 핀란드에서는 무나보이를 주로 카리알란피라카에 얹어 먹으며, 에스토니아에서는 무나버이를 얹은 호밀빵이 흔한 부활절 음식 가운데 하나이다.

## 사진 갤러리

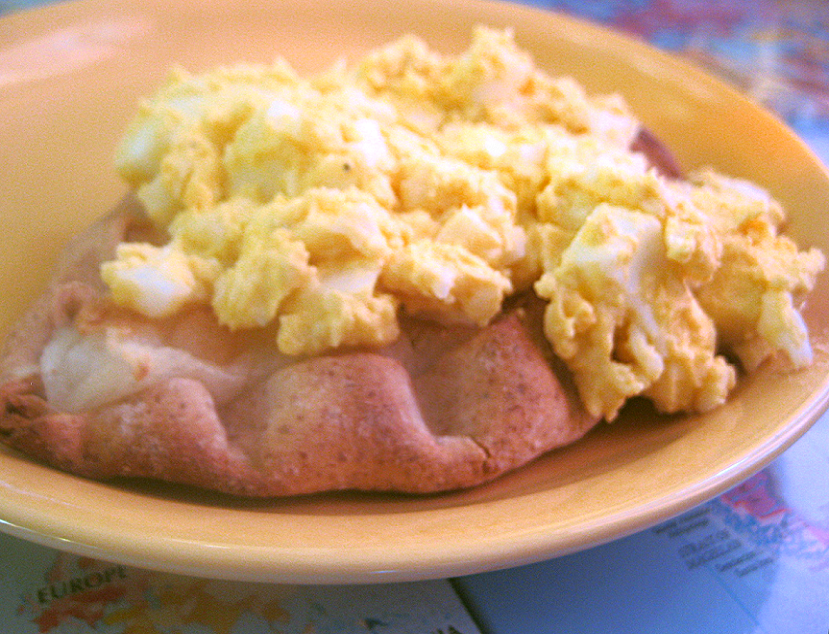
무나보이를 올린 카리알란피라카
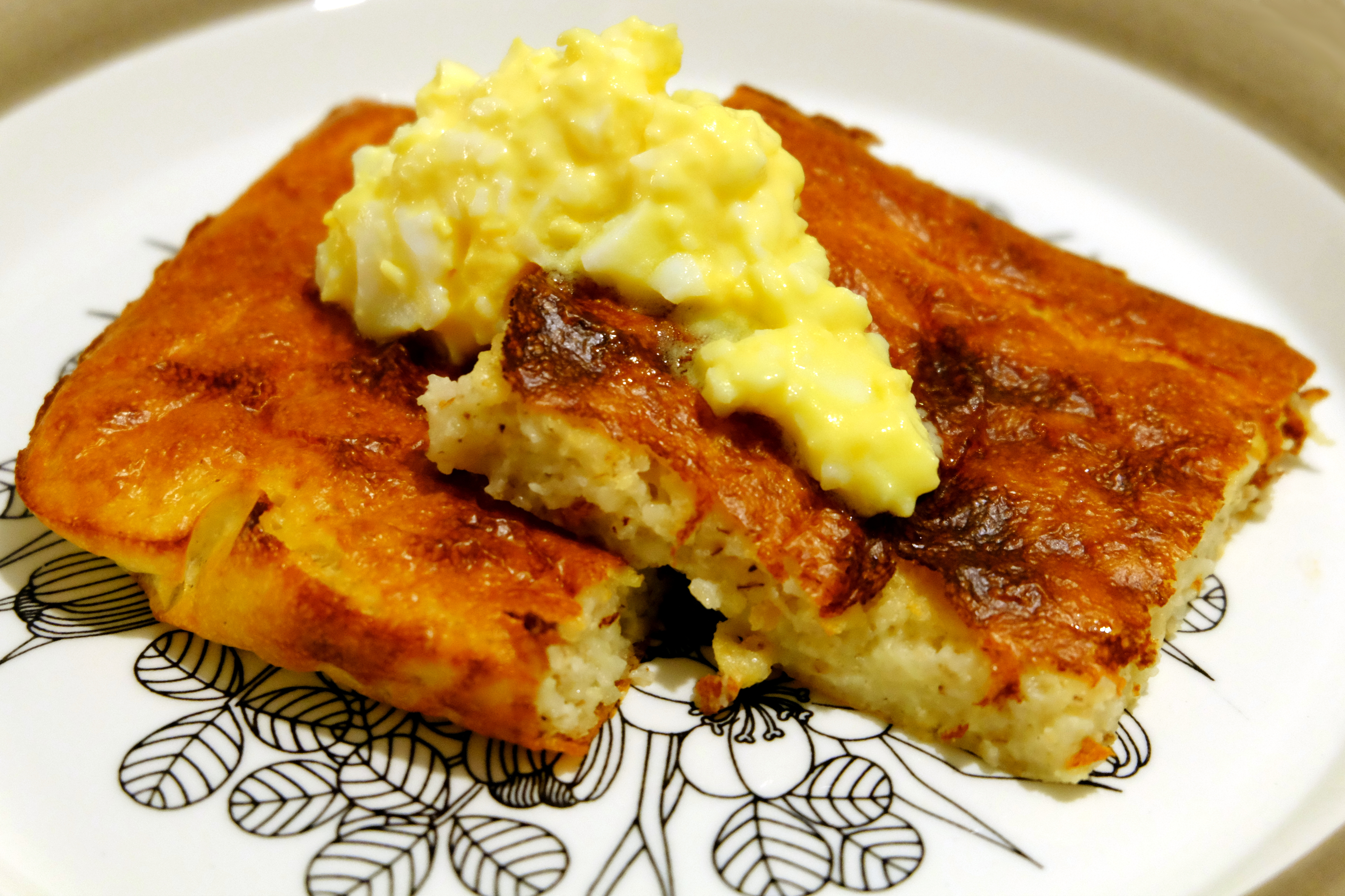
무나보이를 올린 리에스카